# رين شيبموتو
رين شيبموتو (باليابانية: 芝本 蓮) (22 يوليو 1999 في أوساكا في اليابان – )؛ هو لاعب كرة قدم كان يلعب كلاعب وسط.

## وصلات خارجية
- رين شيبموتو على موقع رابطة كرة القدم اليابانية للمحترفين (اليابانية)
- رين شيبموتو على موقع قاعدة بيانات كرة القدم.إي يو (الإنجليزية)
- رين شيبموتو على موقع Soccerway.com (الإنجليزية)
- رين شيبموتو على موقع عالم كرة القدم.نت (الإنجليزية)